# Bernard St-Laurent (animateur)
Pour les articles homonymes, voir Bernard Saint-Laurent (homonymie).
Bernard St-Laurent est un journaliste et un animateur radio québécois, connu surtout pour son émission à CBC Radio. En 2012, il reçoit le Prix d'excellence – Promotion de la dualité linguistique de la part du Commissaire aux langues officielles Graham Fraser pour avoir « consacré sa vie à informer les Canadiens anglophones de l'actualité touchant l'autre langue officielle ».

## Jeunesse
Originaire de Compton, Québec, il commence sa carrière de journaliste au Sherbrooke Record avant de rejoindre les ondes de CJAD à Montréal en 1976 en tant que reporter politique couvrant l'Assemblée nationale du Québec.
Louis Saint-Laurent, un ancien premier ministre du Canada, est son grand-oncle. Il a attribué sa passion pour la politique et le journalisme au contact qu'il avait eu avec ce monde durant son enfance, surtout quand il voyait Louis Saint-Laurent être suivi par les médias quand il rendait visite à sa famille.

## CBC
Il rejoint la CBC en 1981, d'abord comme reporter national sur la politique québécoise.
Il quitte CBC entre 1987 et 1991 pour divers travaux au Montreal Daily News, où il est chroniqueur et éditeur (1988-1989),, à MétéoMedia, où il est producteur exécutif (1989-1990) et à la Gazette de Montréal, où il est chroniqueur (1990-1991).
Il est réintégré à CBC/Radio-Canada en 1991, où il continue son travail d'analyste politique pour la télévision anglophone et francophone, et est animateur de divers émissions, y compris l'édition québécoise de Radio Noon (en), la programmation locale d'après-midi de Montréal, Homerun et C'est la vie, une émission de radio nationale qu'il crée en 1998. Il est également animateur d'autres émissions anglaises à CBC, comme The Current (en), Sounds Like Canada (en), As It Happens, The House et Cross Country Checkup (en).
Il prend sa retraite en 2015.